# Petite Séoune
La Petite Séoune est une rivière du sud de la France qui parcourt les départements de Tarn-et-Garonne et de Lot-et-Garonne en région Occitanie et Nouvelle-Aquitaine. C'est un affluent de la Séoune, donc un sous-affluent de la Garonne.

## Géographie
De 38,4 km de longueur, la petite Séoune prend sa source dans le département de Tarn-et-Garonne à l'aérodrome de Couloussac commune de Montaigu-de-Quercy et se jette dans la Séoune en Lot-et-Garonne à la hauteur de la commune de Saint-Pierre-de-Clairac.

## Départements et communes traversés
- Tarn-et-Garonne : Montaigu-de-Quercy, Roquecor, Saint-Amans-du-Pech.
- Lot-et-Garonne : Beauville, Blaymont, Cauzac, Dondas, Saint-Caprais-de-Lerm, Puymirol, La Sauvetat-de-Savères, Saint-Pierre-de-Clairac.

## Principaux affluents
- Ruisseau de Montsembosc : 15,1 km
- Ruisseau de Rouquier : 3 km
- Ruisseau d'Estrénats : 5,5 km
- Ruisseau de Sainte-Eulalie : 4,9 km
- La Brichette : 4,5 km